# Rosabröstad lärka
Rosabröstad lärka (Calendulauda poecilosterna) är en fågel i familjen lärkor inom ordningen tättingar.

## Utseende och läte
Rosabröstad lärka har ett ovanligt utseende, med slank näbb och unikt skärbruna teckningar på ansikte och undersida. Olikt många andra lärkor syns inget vitt på stjärten eller rostrött på vingarna i flykten. Den förväxlas faktiskt lättare med en piplärka än en lärka, men urskiljs med hjälp av den skära fjäderdräkten. Sången som avges från toppen av en buske består av en enkel serie ljusa toner som accelererar och faller i tonhöjd.

## Utbredning och systematik
Fågeln återfinns på savanner från södra Etiopien till Kenya, östra Uganda och norra Tanzania. Den behandlas som monotypisk, det vill säga att den inte delas in i några underarter. Enligt genetiska studier från 2023 är rosabröstad lärka systerart till ogadenlärkan.

## Status och hot
Arten har ett stort utbredningsområde, men tros minska i antal, dock inte tillräckligt kraftigt för att den ska betraktas som hotad. Internationella naturvårdsunionen IUCN listar arten som livskraftig (LC).